# Yacine Brahimi
Yacine Nasreddine Brahimi (Parigi, 8 febbraio 1990) è un calciatore francese naturalizzato algerino, attaccante o centrocampista dell'Al-Gharafa.

## Caratteristiche tecniche
Gioca prevalentemente come prima o seconda punta, ma può arretrare il suo raggio d'azione muovendosi sulla fascia laterale a centrocampo, la sua abilità tecnica, unita ad un ottimo dribbling e ad una propensione agli inserimenti offensivi, ne fanno un giocatore completo, possiede una buona abilità anche nell'esecuzione dei calci piazzati.

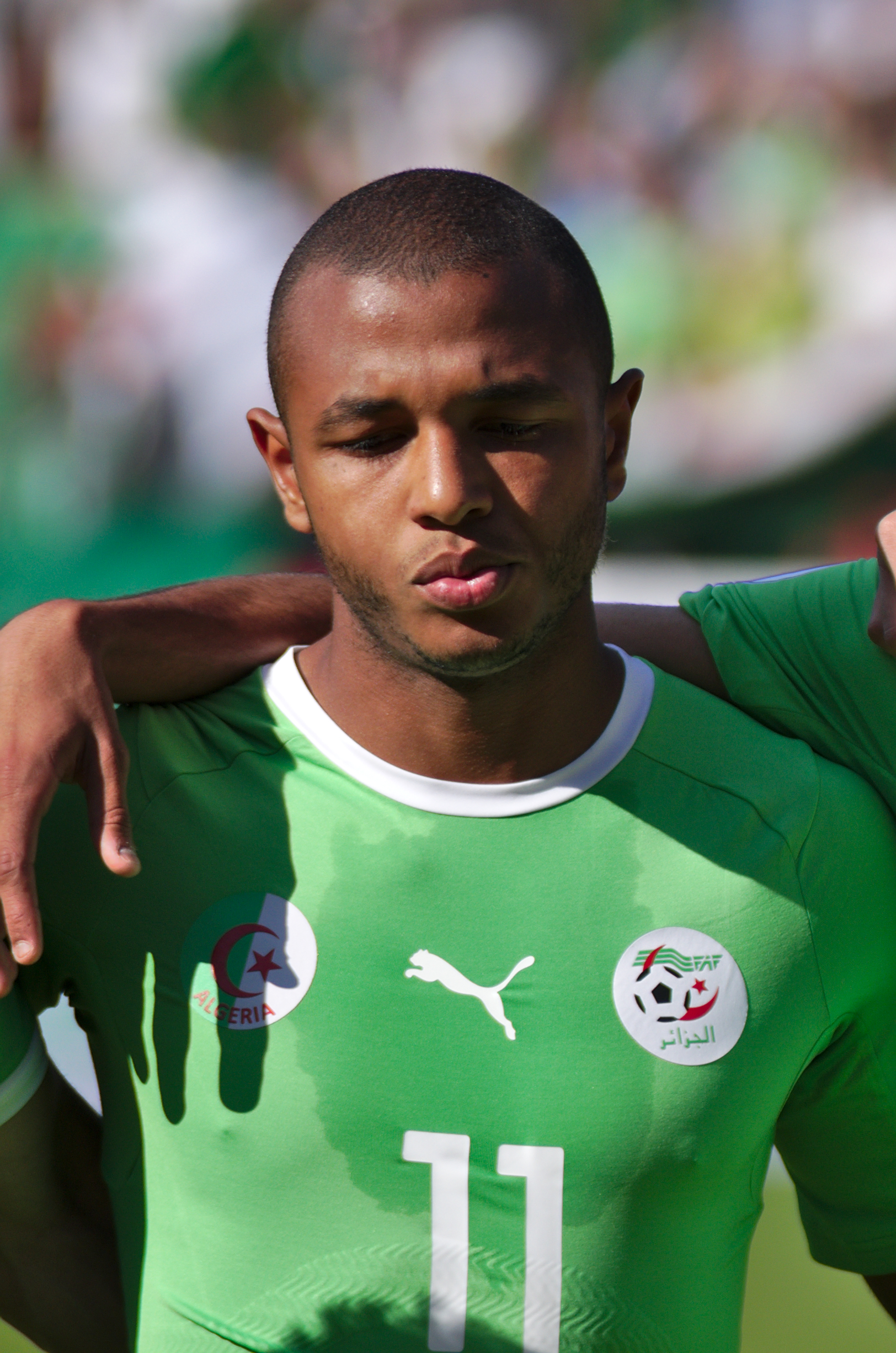
Brahimi con la maglia dell'Algeria nel 2014.

## Carriera

### Club

#### Rennes
Muove i suoi primi passi nel 2007 con il Rennes 2 (16 apparizioni e 3 reti). L'affermazione vera arriva con la maglia del Clermont Foot, dove nell'annata 2009/2010 si impone come uno dei più interessanti giovani di Francia (31 presenze e 8 gol). Nella stagione successiva passa così alla prima squadra del Rennes, team che lascia dopo due anni, 37 apparizioni e 7 centri.

#### Granada
Nell'estate del 2012 lo acquista il Granada dove Yacine fa bene, diventando titolare fisso dopo un ottimo mondiale,

#### Porto
Il 22 luglio 2014, il FC Porto ha annunciato l'ingaggio di Brahimi dal Granada per una cifra di trasferimento di €6,5 milioni e un contratto quinquennale. Il 24 luglio 2014 il Porto ha venduto l'80% dei diritti economici del giocatore a Doyen Sports per €5 milioni. L'accordo ha effettivamente fatto sì che il Porto acquisisse il 20% dei diritti economici del giocatore per €1,5 milioni.
Il primo gol di Brahimi per il club è arrivato nel secondo turno dei play-off della UEFA Champions League contro il Lille, segnando direttamente da calcio di punizione mentre il Porto avanzava alla fase a gironi con una vittoria aggregata di 3–0. Ha segnato la sua prima tripletta per il club nella prima partita del Porto nella fase a gironi della Champions League, una vittoria casalinga per 6–0 contro il BATE Borisov il 17 settembre. Nella successiva partita europea, ha visto il suo rigore parato dal portiere Andriy Pyatov con la partita ancora ferma sullo 0-0 contro lo Shakhtar Donetsk. Ha segnato il suo primo gol in campionato contro il C.D. Nacional in una vittoria per 2–0 il 1º novembre. Il 5 novembre, Brahimi ha segnato un gol e fornito un assist mentre il Porto sconfiggeva l'Athletic Bilbao 2–0, assicurando la qualificazione alla fase a eliminazione diretta della Champions League.
Il 26 giugno 2015, il Porto ha riacquistato il 30% dei diritti economici da Doyen per €3,8 milioni.
Brahimi ha segnato un gol mentre il Porto ha sconfitto il Maccabi Tel Aviv 2–0 nella fase a gironi della 2015–16 UEFA Champions League.
Ha lasciato il Porto alla scadenza del suo contratto il 30 giugno 2019.

#### Al-Rayyan
Il 22 luglio 2019, Brahimi si è unito al club della Qatar Stars League Al-Rayyan. Nella sua prima stagione, ha segnato 15 gol e fornito 5 assist in 22 presenze in campionato. Il club ha finito secondo senza vincere alcun trofeo, e la squadra è stata eliminata nel turno preliminare della AFC Champions League. Nella sua seconda stagione, dopo l'inizio incerto della squadra, Brahimi è stato associato a un trasferimento ai campioni QSL Al-Duhail nel gennaio 2021.

### Nazionale
Debutta con la nazionale algerina il 26 marzo 2013 nella gara vinta per 3-1 sul Benin valida per le qualificazioni al campionato del mondo del 2014. Convocato per il campionato mondiale del 2014, segna un gol nella seconda partita della fase a gironi.
Con la nazionale vince la Coppa d'Africa 2019 e la Coppa araba FIFA 2021, competizione di cui viene eletto migliore giocatore.

## Statistiche

### Presenze e reti nei club
Statistiche aggiornate al 24 maggio 2025.
| Stagione          | Squadra           | Campionato        | Campionato | Campionato | Coppe nazionali | Coppe nazionali | Coppe nazionali | Coppe continentali | Coppe continentali | Coppe continentali | Altre coppe | Altre coppe | Altre coppe | Totale | Totale |
| Stagione          | Squadra           | Comp              | Pres       | Reti       | Comp            | Pres            | Reti            | Comp               | Pres               | Reti               | Comp        | Pres        | Reti        | Pres   | Reti   |
| ----------------- | ----------------- | ----------------- | ---------- | ---------- | --------------- | --------------- | --------------- | ------------------ | ------------------ | ------------------ | ----------- | ----------- | ----------- | ------ | ------ |
| 2009-2010         | Clermont          | L2                | 32         | 8          | CF+CdL          | 0+2             | 0               | -                  | -                  | -                  | -           | -           | -           | 34     | 8      |
| 2010-2011         | Rennes            | L1                | 22         | 4          | CF+CdL          | 3+1             | 2+0             | -                  | -                  | -                  | -           | -           | -           | 26     | 6      |
| 2011-2012         | Rennes            | L1                | 17         | 2          | CF+CdL          | 5+1             | 1+0             | UEL                | 5                  | 0                  | -           | -           | -           | 28     | 3      |
| Totale Rennes     | Totale Rennes     | Totale Rennes     | 39         | 6          |                 | 10              | 3               |                    | 5                  | 0                  |             | -           | -           | 54     | 9      |
| 2012-2013         | Granada           | PD                | 27         | 0          | CR              | 1               | 0               | -                  | -                  | -                  | -           | -           | -           | 28     | 0      |
| 2013-2014         | Granada           | PD                | 35         | 3          | CR              | 1               | 0               | -                  | -                  | -                  | -           | -           | -           | 36     | 3      |
| Totale Granada    | Totale Granada    | Totale Granada    | 62         | 3          |                 | 2               | 0               |                    | -                  | -                  | -           | -           | -           | 64     | 3      |
| 2014-2015         | Porto             | PL                | 28         | 7          | CP+CdL          | 1+2             | 0               | UCL                | 11                 | 6                  | -           | -           | -           | 42     | 13     |
| 2015-2016         | Porto             | PL                | 33         | 7          | CP+CdL          | 4+0             | 1+0             | UCL+UEL            | 5+2                | 1+0                | -           | -           | -           | 44     | 9      |
| 2016-2017         | Porto             | PL                | 22         | 6          | CP+CdL          | 1+3             | 0               | UCL                | 5                  | 1                  | -           | -           | -           | 31     | 7      |
| 2017-2018         | Porto             | PL                | 33         | 9          | CP+CdL          | 5+4             | 1+1             | UCL                | 7                  | 1                  | -           | -           | -           | 39     | 12     |
| 2018-2019         | Porto             | PL                | 32         | 10         | CP+CdL          | 3+4             | 1+1             | UCL                | 9                  | 0                  | SP          | 1           | 1           | 49     | 13     |
| Totale Porto      | Totale Porto      | Totale Porto      | 148        | 39         |                 | 27              | 5               |                    | 39                 | 9                  |             | 1           | 1           | 215    | 54     |
| 2019-2020         | Al-Rayyan         | QSL               | 22         | 15         | QSC+EQC         | 2+0             | 0               | ACL                | 1                  | 0                  | -           | -           | -           | 25     | 15     |
| 2020-2021         | Al-Rayyan         | QSL               | 18         | 5          | QSC+EQC         | 3+3             | 2+2             | ACL                | 6                  | 0                  | QC          | 1           | 0           | 31     | 9      |
| 2021-2022         | Al-Rayyan         | QSL               | 16         | 5          | QSC+EQC         | 5+2             | 2+0             | ACL                | 6                  | 2                  | -           | -           | -           | 29     | 9      |
| Totale Al Rayyan  | Totale Al Rayyan  | Totale Al Rayyan  | 56         | 25         |                 | 15              | 6               |                    | 13                 | 2                  |             | 1           | 0           | 85     | 33     |
| 2022-2023         | Al-Gharafa        | QSL               | 19         | 7          | QSC+EQC         | 3+2             | 1+2             | -                  | -                  | -                  | -           | -           | -           | 24     | 10     |
| 2023-2024         | Al-Gharafa        | QSL               | 21         | 21         | QSC+EQC         | 4+3             | 0+3             | -                  | -                  | -                  | QC          | 1           | 0           | 29     | 24     |
| 2024-2025         | Al-Gharafa        | QSL               | 18         | 7          | QSC+EQC         | 1+4             | 0+2             | -                  | -                  | -                  | QC          | 1           | 0           | 24     | 9      |
| Totale Al Gharafa | Totale Al Gharafa | Totale Al Gharafa | 58         | 35         |                 | 17              | 8               |                    | -                  | -                  |             | 2           | 0           | 77     | 43     |
| Totale Carriera   | Totale Carriera   | Totale Carriera   | 395        | 116        |                 | 73              | 22              |                    | 57                 | 11                 |             | 4           | 1           | 529    | 150    |

### Cronologia presenze e reti in nazionale
| Cronologia completa delle presenze e delle reti in nazionale ― Algeria | Cronologia completa delle presenze e delle reti in nazionale ― Algeria | Cronologia completa delle presenze e delle reti in nazionale ― Algeria | Cronologia completa delle presenze e delle reti in nazionale ― Algeria | Cronologia completa delle presenze e delle reti in nazionale ― Algeria | Cronologia completa delle presenze e delle reti in nazionale ― Algeria | Cronologia completa delle presenze e delle reti in nazionale ― Algeria | Cronologia completa delle presenze e delle reti in nazionale ― Algeria |
| Data                                                                   | Città                                                                  | In casa                                                                | Risultato                                                              | Ospiti                                                                 | Competizione                                                           | Reti                                                                   | Note                                                                   |
| ---------------------------------------------------------------------- | ---------------------------------------------------------------------- | ---------------------------------------------------------------------- | ---------------------------------------------------------------------- | ---------------------------------------------------------------------- | ---------------------------------------------------------------------- | ---------------------------------------------------------------------- | ---------------------------------------------------------------------- |
| 26-3-2013                                                              | Blida                                                                  | Algeria                                                                | 3 – 1                                                                  | Benin                                                                  | Qual. Mondiali 2014                                                    | -                                                                      | 71’                                                                    |
| 16-6-2013                                                              | Kigali                                                                 | Ruanda                                                                 | 0 – 1                                                                  | Algeria                                                                | Qual. Mondiali 2014                                                    | -                                                                      | 71’                                                                    |
| 14-8-2013                                                              | Blida                                                                  | Algeria                                                                | 2 – 2                                                                  | Guinea                                                                 | Amichevole                                                             | -                                                                      | 46’                                                                    |
| 19-11-2013                                                             | Blida                                                                  | Algeria                                                                | 1 – 0                                                                  | Burkina Faso                                                           | Qual. Mondiali 2014                                                    | -                                                                      | 68’                                                                    |
| 31-5-2014                                                              | Sion                                                                   | Algeria                                                                | 3 – 1                                                                  | Armenia                                                                | Amichevole                                                             | -                                                                      | 62’                                                                    |
| 4-6-2014                                                               | Ginevra                                                                | Algeria                                                                | 2 – 1                                                                  | Romania                                                                | Amichevole                                                             | -                                                                      | 84’                                                                    |
| 22-6-2014                                                              | Porto Alegre                                                           | Corea del Sud                                                          | 2 – 4                                                                  | Algeria                                                                | Mondiali 2014 - 1º turno                                               | 1                                                                      | 77’                                                                    |
| 26-6-2014                                                              | Curitiba                                                               | Algeria                                                                | 1 – 1                                                                  | Russia                                                                 | Mondiali 2014 - 1º turno                                               | -                                                                      | 71’                                                                    |
| 30-6-2014                                                              | Porto Alegre                                                           | Germania                                                               | 2 – 1 dts                                                              | Algeria                                                                | Mondiali 2014 - Ottavi di finale                                       | -                                                                      | 78’                                                                    |
| 6-9-2014                                                               | Addis Abeba                                                            | Etiopia                                                                | 1 – 2                                                                  | Algeria                                                                | Qual. Coppa d'Africa 2015                                              | 1                                                                      |                                                                        |
| 10-9-2014                                                              | Blida                                                                  | Algeria                                                                | 1 – 0                                                                  | Mali                                                                   | Qual. Coppa d'Africa 2015                                              | -                                                                      |                                                                        |
| 11-10-2014                                                             | Blantyre                                                               | Malawi                                                                 | 0 – 2                                                                  | Algeria                                                                | Qual. Coppa d'Africa 2015                                              | -                                                                      |                                                                        |
| 15-10-2014                                                             | Blida                                                                  | Algeria                                                                | 3 – 0                                                                  | Malawi                                                                 | Qual. Coppa d'Africa 2015                                              | 1                                                                      | 55’                                                                    |
| 15-11-2014                                                             | Blida                                                                  | Algeria                                                                | 3 – 1                                                                  | Etiopia                                                                | Qual. Coppa d'Africa 2015                                              | 1                                                                      |                                                                        |
| 19-11-2014                                                             | Bamako                                                                 | Mali                                                                   | 2 – 0                                                                  | Algeria                                                                | Qual. Coppa d'Africa 2015                                              | -                                                                      | 58’                                                                    |
| 11-1-2015                                                              | Radès                                                                  | Tunisia                                                                | 1 – 1                                                                  | Algeria                                                                | Amichevole                                                             | -                                                                      | 65’                                                                    |
| 19-1-2015                                                              | Mongomo                                                                | Algeria                                                                | 3 – 1                                                                  | Sudafrica                                                              | Coppa d'Africa 2015 - 1º turno                                         | -                                                                      | 90’                                                                    |
| 23-1-2015                                                              | Mongomo                                                                | Ghana                                                                  | 1 – 0                                                                  | Algeria                                                                | Coppa d'Africa 2015 - 1º turno                                         | -                                                                      | 87’                                                                    |
| 27-1-2015                                                              | Malabo                                                                 | Senegal                                                                | 0 – 2                                                                  | Algeria                                                                | Coppa d'Africa 2015 - 1º turno                                         | -                                                                      | 72’                                                                    |
| 1-2-2015                                                               | Malabo                                                                 | Costa d'Avorio                                                         | 3 – 1                                                                  | Algeria                                                                | Coppa d'Africa 2015 - Quarti di finale                                 | -                                                                      |                                                                        |
| 26-3-2015                                                              | Doha                                                                   | Qatar                                                                  | 1 – 0                                                                  | Algeria                                                                | Amichevole                                                             | -                                                                      | 14’                                                                    |
| 30-3-2015                                                              | Doha                                                                   | Oman                                                                   | 1 – 4                                                                  | Algeria                                                                | Amichevole                                                             | -                                                                      | 60’                                                                    |
| 6-9-2015                                                               | Maseru                                                                 | Lesotho                                                                | 1 – 3                                                                  | Algeria                                                                | Qual. Coppa d'Africa 2017                                              | -                                                                      |                                                                        |
| 9-10-2015                                                              | Algeri                                                                 | Algeria                                                                | 1 – 2                                                                  | Guinea                                                                 | Amichevole                                                             | -                                                                      | 62’                                                                    |
| 13-10-2015                                                             | Algeri                                                                 | Algeria                                                                | 1 – 0                                                                  | Senegal                                                                | Amichevole                                                             | 1                                                                      |                                                                        |
| 17-11-2015                                                             | Blida                                                                  | Algeria                                                                | 7 – 0                                                                  | Tanzania                                                               | Qual. Mondiali 2018                                                    | 1                                                                      | 67’                                                                    |
| 25-3-2016                                                              | Blida                                                                  | Algeria                                                                | 7 – 1                                                                  | Etiopia                                                                | Qual. Coppa d'Africa 2017                                              | 1                                                                      | 73’                                                                    |
| 29-3-2016                                                              | Addis Abeba                                                            | Etiopia                                                                | 3 – 3                                                                  | Algeria                                                                | Qual. Coppa d'Africa 2017                                              | -                                                                      | 87’                                                                    |
| 4-9-2016                                                               | Blida                                                                  | Algeria                                                                | 6 – 0                                                                  | Lesotho                                                                | Qual. Coppa d'Africa 2017                                              | -                                                                      | 45’                                                                    |
| 9-10-2016                                                              | Blida                                                                  | Algeria                                                                | 1 – 1                                                                  | Camerun                                                                | Qual. Mondiali 2018                                                    | -                                                                      | 56’                                                                    |
| 12-11-2016                                                             | Uyo                                                                    | Nigeria                                                                | 3 – 1                                                                  | Algeria                                                                | Qual. Mondiali 2018                                                    | -                                                                      |                                                                        |
| 15-1-2017                                                              | Franceville                                                            | Algeria                                                                | 2 – 2                                                                  | Zimbabwe                                                               | Coppa d'Africa 2017 - 1º turno                                         | -                                                                      |                                                                        |
| 19-1-2017                                                              | Franceville                                                            | Algeria                                                                | 1 – 2                                                                  | Tunisia                                                                | Coppa d'Africa 2017 - 1º turno                                         | -                                                                      | 74’                                                                    |
| 23-1-2017                                                              | Franceville                                                            | Algeria                                                                | 2 – 2                                                                  | Senegal                                                                | Coppa d'Africa 2017 - 1º turno                                         | -                                                                      | 44’                                                                    |
| 6-6-2017                                                               | Blida                                                                  | Algeria                                                                | 2 – 1                                                                  | Guinea                                                                 | Amichevole                                                             | -                                                                      | 72’                                                                    |
| 11-6-2017                                                              | Blida                                                                  | Algeria                                                                | 1 – 0                                                                  | Togo                                                                   | Qual. Coppa d'Africa 2019                                              | -                                                                      | 69’                                                                    |
| 2-9-2017                                                               | Lusaka                                                                 | Zambia                                                                 | 3 – 1                                                                  | Algeria                                                                | Qual. Mondiali 2018                                                    | 1                                                                      |                                                                        |
| 5-9-2017                                                               | Costantina                                                             | Algeria                                                                | 0 – 1                                                                  | Zambia                                                                 | Qual. Mondiali 2018                                                    | -                                                                      | 73’                                                                    |
| 10-11-2017                                                             | Costantina                                                             | Algeria                                                                | 3 – 0 tav                                                              | Nigeria                                                                | Qual. Mondiali 2018                                                    | 1                                                                      | cap. 78’                                                               |
| 14-11-2017                                                             | Algeri                                                                 | Algeria                                                                | 3 – 0                                                                  | Rep. Centrafricana                                                     | Amichevole                                                             | 2                                                                      | 71’                                                                    |
| 1-6-2018                                                               | Algeri                                                                 | Algeria                                                                | 2 – 3                                                                  | Capo Verde                                                             | Amichevole                                                             | -                                                                      |                                                                        |
| 7-6-2018                                                               | Lisbona                                                                | Portogallo                                                             | 3 – 0                                                                  | Algeria                                                                | Amichevole                                                             | -                                                                      | cap.                                                                   |
| 8-9-2018                                                               | Bakau                                                                  | Gambia                                                                 | 1 – 1                                                                  | Algeria                                                                | Qual. Coppa d'Africa 2019                                              | -                                                                      | cap.                                                                   |
| 12-10-2018                                                             | Blida                                                                  | Algeria                                                                | 2 – 0                                                                  | Benin                                                                  | Qual. Coppa d'Africa 2019                                              | -                                                                      | 79’                                                                    |
| 16-10-2018                                                             | Cotonou                                                                | Benin                                                                  | 1 – 0                                                                  | Algeria                                                                | Qual. Coppa d'Africa 2019                                              | -                                                                      |                                                                        |
| 11-6-2019                                                              | Doha                                                                   | Algeria                                                                | 1 – 1                                                                  | Burundi                                                                | Amichevole                                                             | -                                                                      | 68’                                                                    |
| 16-6-2019                                                              | Doha                                                                   | Algeria                                                                | 3 – 2                                                                  | Mali                                                                   | Amichevole                                                             | -                                                                      | cap. 75’                                                               |
| 23-6-2019                                                              | Il Cairo                                                               | Algeria                                                                | 2 – 0                                                                  | Kenya                                                                  | Coppa d'Africa 2019 - 1º turno                                         | -                                                                      | 74’                                                                    |
| 19-7-2019                                                              | Il Cairo                                                               | Senegal                                                                | 0 – 1                                                                  | Algeria                                                                | Coppa d'Africa 2019 - Finale                                           | -                                                                      | 84’                                                                    |
| 9-9-2019                                                               | Blida                                                                  | Algeria                                                                | 1 – 0                                                                  | Benin                                                                  | Amichevole                                                             | -                                                                      | 67’                                                                    |
| 10-10-2019                                                             | Blida                                                                  | Algeria                                                                | 1 – 1                                                                  | RD del Congo                                                           | Amichevole                                                             | -                                                                      | 75’                                                                    |
| 15-10-2019                                                             | Lilla                                                                  | Algeria                                                                | 3 – 0                                                                  | Colombia                                                               | Amichevole                                                             | -                                                                      | 77’                                                                    |
| 9-10-2020                                                              | Klagenfurt                                                             | Nigeria                                                                | 0 – 1                                                                  | Algeria                                                                | Amichevole                                                             | -                                                                      | 72’                                                                    |
| 13-10-2020                                                             | L'Aia                                                                  | Algeria                                                                | 2 – 2                                                                  | Messico                                                                | Amichevole                                                             | -                                                                      | 90’                                                                    |
| 12-11-2020                                                             | Algeri                                                                 | Algeria                                                                | 3 – 1                                                                  | Zimbabwe                                                               | Qual. Coppa d'Africa 2021                                              | -                                                                      |                                                                        |
| 17-11-2020                                                             | Harare                                                                 | Zimbabwe                                                               | 2 – 2                                                                  | Algeria                                                                | Qual. Coppa d'Africa 2021                                              | -                                                                      | 73’                                                                    |
| 1-12-2021                                                              | Ar Rayyan                                                              | Algeria                                                                | 4 – 0                                                                  | Sudan                                                                  | Coppa araba FIFA 2021 - 1º turno                                       | -                                                                      | 86’                                                                    |
| 4-12-2021                                                              | Al Wakrah                                                              | Libano                                                                 | 0 – 2                                                                  | Algeria                                                                | Coppa araba FIFA 2021 - 1º turno                                       | 1                                                                      | cap. 80’                                                               |
| 7-12-2021                                                              | Al Wakrah                                                              | Algeria                                                                | 1 – 1                                                                  | Egitto                                                                 | Coppa araba FIFA 2021 - 1º turno                                       | -                                                                      |                                                                        |
| 12-12-2021                                                             | Doha                                                                   | Marocco                                                                | 2 – 2 dts (5 – 7 dtr)                                                  | Algeria                                                                | Coppa araba FIFA 2021 - Quarti di finale                               | 1                                                                      | 115’                                                                   |
| 15-12-2021                                                             | Doha                                                                   | Qatar                                                                  | 1 – 2                                                                  | Algeria                                                                | Coppa araba FIFA 2021 - Semifinale                                     | -                                                                      | 8’                                                                     |
| 18-12-2021                                                             | Al Khawr                                                               | Tunisia                                                                | 0 – 2 dts                                                              | Algeria                                                                | Coppa araba FIFA 2021 - Finale                                         | 1                                                                      | 120+4’                                                                 |
| 5-1-2022                                                               | Ar Rayyan                                                              | Algeria                                                                | 3 – 0                                                                  | Ghana                                                                  | Amichevole                                                             | -                                                                      | cap. 72’                                                               |
| 11-1-2022                                                              | Douala                                                                 | Algeria                                                                | 0 – 0                                                                  | Sierra Leone                                                           | Coppa d'Africa 2021 - 1º turno                                         | -                                                                      | 65’                                                                    |
| 16-1-2022                                                              | Douala                                                                 | Algeria                                                                | 0 – 1                                                                  | Guinea Equatoriale                                                     | Coppa d'Africa 2021 - 1º turno                                         | -                                                                      | 73’                                                                    |
| 20-1-2022                                                              | Douala                                                                 | Costa d'Avorio                                                         | 3 – 1                                                                  | Algeria                                                                | Coppa d'Africa 2021 - 1º turno                                         | -                                                                      | 62’ 78’                                                                |
| 22-3-2024                                                              | Baraki                                                                 | Algeria                                                                | 3 – 2                                                                  | Bolivia                                                                | Amichevole                                                             | -                                                                      | cap. 70’                                                               |
| 26-3-2024                                                              | Baraki                                                                 | Algeria                                                                | 3 – 3                                                                  | Sudafrica                                                              | Amichevole                                                             | -                                                                      | cap. 67’                                                               |
| 6-6-2024                                                               | Baraki                                                                 | Algeria                                                                | 1 – 2                                                                  | Guinea                                                                 | Qual. Mondiali 2026                                                    | -                                                                      | cap. 59’                                                               |
| Totale                                                                 |                                                                        | Presenze                                                               | 69                                                                     |                                                                        | Reti                                                                   | 15                                                                     |                                                                        |

## Palmarès

### Club
- Campionato portoghese: 1

Porto: 2017-2018
- Supercoppa di Portogallo: 1

Porto: 2018

### Nazionale
- Coppa d'Africa: 1

Egitto 2019
- Coppa araba FIFA: 1

Qatar 2021

### Individuale
- BBC African Footballer of the Year: 1

2014
- Capocannoniere della Qatar Stars League: 1

2020-2021 (21 gol)